# Niro (rappeur)
Pour les articles homonymes, voir Niro.
Niro, né Nourredine Bahri le 9 juillet 1987 à Orléans, est un rappeur, chanteur et auteur-compositeur-interprète franco-marocain. Il publie son premier street album, Paraplégique, en juin 2012, mais commence la musique en 2009.

## Biographie

### Jeunesse et débuts
Nourredine Bahri a grandi à Mechra Bel Ksiri, avant d'emménager avec sa famille dans la ville de Blois. Il commence le rap avec le groupe Récidive et arrête ses études en 2007 dans une école privée de Blois catholique où il obtiendra son Bep comptabilité. Il apparaît pour la première fois en 2009 sur le deuxième album Les Yeux dans la Banlieue puis dans le quatrième album de la mixtape Talents fâchés avec le titre 4 coins de la France en feat. avec TLF, Black Kent et Leck[source insuffisante]. Il participe aussi à la nouvelle compilation Nouvelle marque du rappeur Ghetto Youss (aka 13or de l'Skadrille)[source secondaire souhaitée].
En 2010, Niro signe un contrat avec le label Street Lourd et participe au projet Street Lourd II : grâce à la chanson T'as l'seum, sa popularité s'accroît. En 2011, le chanteur apparaît en featuring sur l'album de Jeff Le Nerf Ennemis d'État avec le titre Personne m'a servi d'exemple.
La carrière de Niro connaît un tournant lorsqu'il apparaît sur la mixtape Autopsie Vol. 4 de Booba avec le morceau Fenwick. La même année sortent les morceaux Pikassos et 70 kg.
En 2012, Niro participe au projet La légende de Johnny Niuuum de Sadek sur la chanson Canette. Il intervient également sur la compilation We Made It (Golden Eye Music) via le titre Viens on s'arrange avec Rim'K. Produit par Cannibal Smith, ce morceau est ensuite intégré au street album Paraplégique.

### Paraplégique(2012)
Le street album Paraplégique, qui contient des titres tels que Père Fourra ou Que du vécu, est publié le 18 juin 2012. Très sollicité, Niro participe ainsi à Dirty Zoo de Zesau avec la chanson Les marches de la gloire puis à la mixtape MDR : Mec De Rue 2 sur le titre Qu'est-ce que tu peux faire ? en compagnie de Mister You et Demon One.
Il partage le titre C'est nous avec Lacrim, autre espoir du rap français, dans la mixtape de ce dernier (intitulée Toujours le même) et feate sur le morceau Paname Boss, extrait de l'album Drôle de parcours de La Fouine (février 2013). Le 10 décembre 2012, Niro réédite Paraplégique : cette édition collector se présente sous la forme d'un double album, le CD bonus offrant onze titres dont neuf inédits[source secondaire souhaitée].
D'origine marocaine, Niro dévoile en janvier 2013 Maghreb, son hymne pour l'équipe du Maroc de football à la Coupe d'Afrique des nations 2013 qui se déroule en Afrique du Sud. Kery James l'invite pour la chanson Y'a rien, issue de son album Dernier MC, titre qu'il interprète à Bercy en compagnie de Kery le 21 novembre 2013. Il participe à la bande originale du film Karma de Dosseh sur le titre La Boum 3[source insuffisante].
Niro contribue à la chanson La mentale issue de la compilation M.D.R.G. (La Mort du Rap Game) de Ghetto Fabulous Gang[source insuffisante] ainsi qu'à la compilation Shtar Academy avec le morceau Permission. Il partage aussi le micro avec Seth Gueko sur l'album de ce dernier : Bad Cowboy (mai 2013). Niro collabore également à l'album Banger de Mac Tyer via un feat sur le morceau Ça pue sa mère.

### DeRééducationàLes Autres(2013-2017)
Niro signe chez Universal Music (AZ). Le 10 juin 2013 paraît la mixtape Rééducation incluant notamment les titres Faut les sous et Les mains sales ainsi que la reprise du classique de Suprême NTM, Laisse pas traîner ton fils, avec la participation de Mac Tyer. Confirmant les impressions laissées par Paraplégique, ce projet place Niro parmi les rappeurs les plus influents de la scène rap française[réf. nécessaire].
Le 9 juin 2014, le chanteur publie Miraculé, son premier album. Celui-ci comprend les chansons VivaStreet, Live in the ghetto (avec un feat du chanteur de reggae Barrington Levy) et un feat de Kaaris sur la chanson La mort ou tchitchi. L'album entre à la 6e place du Top Albums en s'écoulant à 8 500 exemplaires (dont 3 400 en numérique) lors de sa première semaine d'exploitation. À la suite de ce projet, Niro entreprend une tournée en France durant laquelle il se produit sur la scène du Bataclan à Paris, le 28 novembre 2014[source insuffisante].
Le 6 novembre 2015, le rappeur dévoile son deuxième album studio (et quatrième projet) : Si je me souviens. Celui-ci connaît le succès dans les bacs avec pas moins de 11 000 ventes. Dans la nuit du 26 au 27 mai 2016, Niro publie une nouvelle mixtape, Or Game, sans autre promotion que la diffusion de la pochette quelques semaines plus tôt sur les réseaux sociaux.
En décembre 2016, il sort son quatrième album : Les Autres (dont plusieurs chansons sont clippées). Le lundi 6 mars 2017, l'album est officiellement certifié disque d'or avec pas moins de 50 000 ventes (streaming compris)[réf. nécessaire]. C'est le premier disque d'or à couronner la carrière de Niro après deux albums (Miraculé et Si je me souviens) qui, malgré un succès d'estime, ne s'étaient pas hissés aussi haut que Les Autres dans les charts.

### OX7,M8REetMens Rea(2017-2019)
Le 7 juillet, il publie un album surprise : OX7. En une semaine, OX7 s'écoule à 7 000 exemplaires en numérique et sur les plateformes de streaming. Quinze jours plus tard, le 21 juillet, il diffuse un deuxième album surprise dans la continuité du précédent : M8RE.
Le 5 avril 2018, l'artiste sort un extrait de son prochain album intitulé On est prêt. Le 27 avril 2018, il publie l'album Mens Rea (« esprit criminel » en latin). Au bout d'une semaine, 7347 exemplaires sont vendus sans promotion classique ni l'aide des médias connus .
En avril 2019, les albums Les Autres et Or Game – tous deux datent de 2016 – ont été certifiés disque de platine[source secondaire souhaitée].

### Stupéfiant(2019-2020)
Le rappeur revient avec un projet baptisé Stupéfiant en septembre 2019,. Il séquence la diffusion du projet via plusieurs EP : le premier, intitulé Premier Chapitre, comporte la chanson Double Appel qui bénéficie d'un clip. Le 11 octobre, il dévoile le deuxième chapitre qui comprend un feat avec Maes sur le titre éponyme : Stupéfiant. Le chapitre 3 propose une collaboration avec SCH. Quelques semaines plus tard, Niro sort le dernier chapitre de son projet. Deux mois après la sortie de l'album, il rajoute 4 titres bonus.
Le 17 janvier 2020, il publie le clip Insomnie en feat avec Senyss.

### Sale Môme (2020-2021)
Le rappeur sort tout d'abord l'album Sale Môme en juillet 2020. Puis complète cette sortie avec un projet évolutif composé de 3 parties dévoilées sous forme d'EP : le premier avec PLK en invité, le second avec Soolking et enfin il clôt la série avec l'Edition Finale sur laquelle on peut notamment retrouver un feat avec Stavo et Zed, Le Rat Luciano ou encore Tayc.
Dans le morceau À jamais, il indique vouloir faire une pause de plusieurs mois et à durée indéterminée.

### Le classico organisé(2021)
En novembre 2021, il participe au projet collectif Le classico organisé, à l'initiative de Jul réunissant plus de 150 rappeurs des Bouches-du-Rhône et d'Île-de-France.

### Taulieret sa réédition (2023-...)
En février 2023, Niro dévoile son album Taulier, long de 17 titres. On y retrouve six collaborations, avec Tayc, TIG, Niska, Sofiane Pamart, Alpha Wann et ElGrandeToto. Le morceau Qui sait ?, avec ce dernier, connaît un succès particulier et est certifié or en juin.
C'est en décembre 2023 que sort Taulier (La recave), la réédition du projet avec huit titres solos supplémentaires[source secondaire souhaitée].

## Discographie

### Collaborations
- 2009 : Freestyle province (sur la compilation Les Yeux dans la Banlieue Vol. 2)
- 2009 : Ghetto Youss Feat. Niro, Despo Rutti, Gaye Sissoko, Sofiane, Chabodo, R.R, Gued'1, Poison & Lord Kossity - Ghetto Youss FM sur la compilation de Ghetto Youss (13or de l'Skadrille), Nouvelle marque)
- 2009 : TLF feat. Niro, Black & Ticok, Hella prod, Black Kent, L.E.C.K, Gak, Rka, Staff & Demi Portion - 4 coins de la France (sur la compilation, Talents fâchés 4)
- 2010 : Jeff le Nerf feat. Niro - Quoi qu'il arrive
- 2010 : Niro - T'as l'seum (sur la compilation, Street Lourd II)
- 2011 : Jeff le Nerf feat. Niro - Personne m'a servi d'exemple (sur l'album de Jeff le Nerf, Ennemis d'état)
- 2011 : Niro - Fenwick (sur la mixtape de Booba, Autopsie Vol. 4)
- 2012 : Alkpote feat. Niro - Course poursuite (sur le street album d'Alkpote, L’empereur contre-attaque)
- 2012 : Nakk Mendosa feat. Zekwe Ramos, Sofiane, L.E.C.K & Niro - Les 5 fantastiques (sur le street album de Nakk Mendosa , Darksun)
- 2012 : Sadek feat. Niro - Canette (sur le street album de Sadek, La légende de Johnny Niuuum)
- 2012 : Niro feat. Rim'K - Viens on s'arrange (sur la compilation We Made It)
- 2012 : Bilel feat. Niro - Tu vois ce que je veux dire (sur la mixtape de Bilel, Laissez passer l'artiste)
- 2012 : Dosseh feat. Niro & Sofiane - Ok Remix (sur la mixtape de Dosseh, Summer Crack Vol. 2)
- 2012 : La Fouine feat. Sniper, Niro, Youssoupha, Canardo, Fababy & Sultan - Paname Boss (sur l'album de La Fouine, Drôle de parcours)
- 2012 : Mister You feat. Niro & Demon One - Qu’est-ce que tu peux faire ? (sur la mixtape de Mister You, MDR : Mec De Rue 2)
- 2012 : Joke feat. Mac Tyer & Niro - Scorpion (Remix) (sur l'EP de Joke, Kyoto)
- 2012 : Zesau feat. Niro - Les marches de la gloire » sur l'album de Zesau, Dirty Zoo
- 2012 : Lacrim feat. Niro - C'est nous (sur la mixtape de Lacrim, Toujours le même)
- 2012 : Lacrim feat. Kalash l’Afro, Niro, Still Fresh, Wanis, Le Rat Luciano, Kamelenouvo & Hayce Lemsi - Wild Boy (Remix) (sur la mixtape de Lacrim, Toujours le même)
- 2013 : Niro - La mentale (sur la compilation de Ghetto Fabulous Gang, M.D.R.G. (La Mort du Rap Game))
- 2013 : Sazamyzy feat. Niro - Piscine de calibre (sur l'album de Sazamyzy, Soldier of God)
- 2013 : Seth Gueko feat. Niro - La chatte à Mireille (sur l'album de Seth Gueko, Bad Cowboy)
- 2013 : Niro - Niro (sur l'album du Gouffre, Marche Arrière)
- 2013 : Kery James feat. Niro - Y'a rien (sur l'album de Kery James, Dernier MC)
- 2013 : Dosseh feat. Niro - La Boum 3 (sur la bande originale du film, Karma)
- 2013 : Kozi feat. Niro - Arme de 1re catégorie (sur la mixtape de Kozi, FLNC)
- 2013 : Mac Tyer feat. Niro - Ça pue sa mère (sur le street album de Mac Tyer, Banger)
- 2014 : Niro - Permission (sur la compilation Shtar Academy)
- 2014 : Abis feat. Niro - Serre les fesses (sur la mixtape d'Abis, Hall in)
- 2014 : Juicy P (LMC Click) feat. Niro & Jack Many - La plakette (sur la mixtape Certifié vrai ép.2/La plakette)
- 2015 : Lino feat. Niro & Sofiane - Narco (sur l'album de Lino, Requiem)
- 2015 : Gradur feat. Niro - Militarizé (sur l'album de Gradur L'Homme au bob)
- 2015 : DJ Hamida feat. Niro - Faut les Love (sur la compilation de DJ Hamida Mix party 2015)
- 2015 : DJ Kayz feat. Niro - Laisse parler (sur la compilation de DJ Kayz Paris-Oran-New York 2015)
- 2015 : Niro feat. La Hyène - On a passé l'âge (sur Street Lourd 3)
- 2015 : Ppros feat. Niro - On arrache la route (sur la mixtape de Ppros, PPDA)
- 2015 : Zesau feat. Niro - Premier ballon (sur l'album de Zesau, 20Z0)
- 2016 : Niro feat. La Zarra - Printemps blanc (sur Les Autres)
- 2017 : Niro feat Ivy - Printemps Blanc (sur Les Autres)
- 2017 : Niro feat Ayesha Chanel - Vamos (sur Les Autres)
- 2018 : Niro feat Doki - C'est plus la même
- 2018 : YL feat Niro & Sofiane - La Hagra (sur la mixtape d'YL " Confidence " )
- 2018 : Nino B feat Niro - Le Truc
- 2018 : Rohff feat Niro - Person No Grata (sur l’album de Rohff, Surnaturel)
- 2019 : YL feat Niro  - On fait l'mal ( Extrait de l'album Nyx et Erebe d'YL)
- 2019 : Nej' feat. Niro - Ce que l'on sème (sur l'album Enchantée de Nej')
- 2019 : Ninho feat Niro - Kim Jong-il (sur la compilation Game Over Volume 2)
- 2019 : Black M feat. Koba LaD & Niro - Autour de moi (sur l'album Il était une fois de Black M)
- 2019 : Maître Gims feat. Niro - Ceci n'est pas du rap (sur la réédition de l'album Ceinture noire de Maître Gims)
- 2020 : Zesau feat. Niro - Sombre (sur l'album D.E.L de Zesau)
- 2021 : ZKR feat. Niro - Travail d'arabe (sur l'album Dans les mains de ZKR)
- 2021 : ISK feat. Niro - Plus le temps (sur l'album Vérité de ISK)
- 2021 : Imen Es feat. Niro - Lovés (sur l'album ES d'Imen Es)
- 2023 : ISK feat. Niro - Étoile (sur l'album LDLG (L'art de la guerre) de ISK)
- 2024 : Ben PLG feat. Niro - 10h du mat' (sur l'album de Ben PLG "Dire je t'aime")